# سی‌اف‌بی کوموکس
سی‌اف‌بی کوموکس (به انگلیسی: CFB Comox) یک فرودگاه نیروهای مسلح کانادا باربری با کد یاتا YQQ است که یک باند فرود بتن دارد و طول باند آن ۳۰۴۸ متر است. این فرودگاه در کشور کانادا قرار دارد و در ارتفاع ۲۶ متری از سطح دریا واقع شده‌است.

## شرکت‌های هواپیمایی و مقصدهای پروازی

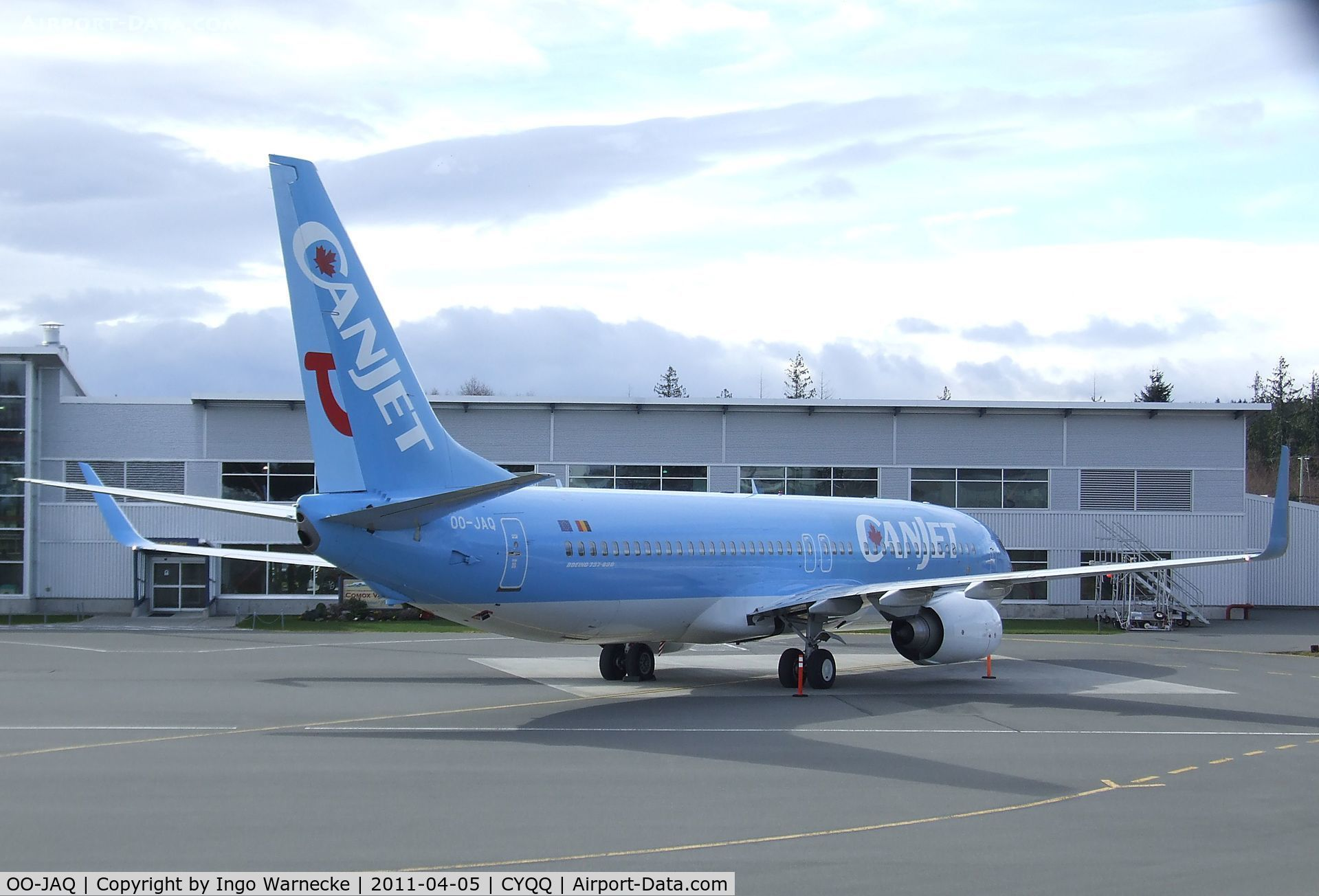
فرودگاه سی‌اف‌بی کوموکس

| شرکت‌های هواپیمایی        | مقصدهای پروازی                                      |
| ------------------------ | --------------------------------------------------- |
| Air Canada Express       | ونکوور                                              |
| Canadian North           | چارتر: کالگری، Fort McMurray، ونکوور                |
| آیلند اکسپرس ایر         | ابوتسفورد، باوندری بی، نانایمو، ویکتوریا            |
| Pacific Coastal Airlines | بلا بلا، کمبل ریور، ونکوور                          |
| وست جت                   | کالگری، ادمونتون فصلی: ال آی سی. گوستاو دیاز اورداز |
| WestJet Encore           | کالگری فصلی: ادمونتون                               |